# Casa Mató
La Casa Mató és una obra eclèctica de Sabadell (Vallès Occidental) inclosa a l'Inventari del Patrimoni Arquitectònic de Catalunya.

## Descripció
Edifici d'habitatges, cantoner, compost per planta baixa i dos pisos. Té una torre tribuna circular, a la cantonada, amb cúpula d'escames ceràmiques i ulls de bou al coronament. La façana presenta estucat i està ornada amb elements de pedra. El sòcol és de pedra simulant paredat. Té dos accessos independents, un per planta baixa i l'altre pels pisos.